# Gahouoaivi
De Gahouoaivi is een berg in het Scandinavische Hoogland in het noorden van Zweden. De Gahouoaivi ligt in de gemeente Kiruna op zeven kilometer van Treriksröset, het drielandenpunt van Zweden met Finland en Noorwegen. De berg is 958 meter hoog.